# Малино (платформа)
Ма́лино — временно закрытый остановочный пункт Ленинградского направления Октябрьской железной дороги в городском округе Солнечногорск Московской области. На западе проходит граница с Зеленоградским округом Москвы.
В начале строительства города Зеленограда (тогда ещё безымянного) по плану 1959 года предполагалось, что платформа Малино станет основной станции прибытия в новый город, однако в 1962 года план строительства был пересмотрен, и основной станцией стала следующая за Малино станция Крюково.
Левый выход (на юг) — в основную часть посёлка Малино, входящую в состав района Крюково. Правый (на север) — в малую часть посёлка, входящую в состав района Старое Крюково. Остановочный пункт располагается на границе населённой территории и лесного массива.
Платформа связана автобусным маршрутом № 21 со станцией Крюково.
С 15 апреля 2023 года платформа закрыта на реконструкцию в рамках строительства высокоскоростной железнодорожной магистрали Москва — Санкт-Петербург. Перед реконструкцией состояла из двух боковых высоких пассажирских платформ (№ 2 — из Москвы, расположена у 2 пути, № 1 — к Москве, расположена у 1-го пути), соединённых надземным переходом. В рамках реконструкции планируется построить новые платформы с конкорсом (начало строительство отложено на 2025 год), а также (к 2030 году) построить новый автомобильный путепровод из Старого города в Новый в восточной оконечности платформ.